# Gerhard Auer
Gerhard Auer, född 29 juni 1943 i Teplá (dåvarande Tepl) i nuvarande Tjeckien, död 21 september 2019 i Rodalben i Rheinland-Pfalz, var en tysk (västtysk) roddare.
Han tog OS-guld i fyra utan styrman i samband med de olympiska roddtävlingarna 1972 i München.